# Patricia Pauley
Patricia Ann Pauley, née le 27 septembre 1941 à Londres au Royaume-Uni, est une patineuse artistique britannique, double championne de Grande-Bretagne en 1959 et 1960.

## Biographie

### Carrière sportive
Née à Londres d'Edward George Claude Pauley et de son épouse autrichienne Ludawicka Spiess, Patricia est double championne de Grande-Bretagne en 1959 et 1960.
Elle représente son pays à deux championnats européens (1957 à Vienne et 1960 à Garmisch-Partenkirchen), un mondial (1958 à Paris) et aux Jeux olympiques d'hiver de 1960 à Squaw Valley.
Elle quitte le patinage amateur après les Jeux de 1960.

### Reconversion
Patricia Pauley vit à Londres avec son mari Gordon Foster et leurs enfants. Elle est devenue professionnelle et a fait le tour du monde avec Holiday on Ice.

## Palmarès
| Compétition                     | 1955    | 1956    | 1957    | 1958    | 1959    | 1960    |  |  |  |  |  |  |  |  |
| Jeux olympiques d'hiver         |         |         |         |         |         | 15e     |  |  |  |  |  |  |  |  |
| Championnats du monde           |         |         |         | 7e      |         |         |  |  |  |  |  |  |  |  |
| Championnats d’Europe           |         |         | 7e      |         |         | 7e      |  |  |  |  |  |  |  |  |
| Championnats de Grande-Bretagne |         | 4e      | 3e      | 2e      | 1re     | 1re     |  |  |  |  |  |  |  |  |
|                                 |         |         |         |         |         |         |  |  |  |  |  |  |  |  |
| Autre Compétition               | 1954/55 | 1955/56 | 1956/57 | 1957/58 | 1958/59 | 1959/60 |  |  |  |  |  |  |  |  |
| Trophée Richmond                | 1re     |         |         | 3e      |         |         |  |  |  |  |  |  |  |  |
|                                 |         |         |         |         |         |         |  |  |  |  |  |  |  |  |